# Grandes Rios
Grandes Rios este un oraș în Paraná (PR), Brazilia.